# Joan Francesc Aldobrandini
Joan Francesc Aldobrandini (en italià Giovanni Francesco Aldobrandini) va néixer a Florència (Itàlia) l'11 de març de 1545 i va morir l'11 de setembre de 1601 a Varaždin (Croàcia), a causa de les ferides produïdes en el camp de batalla. Era un príncep de Carpineto, fill de Jordi Aldobrandini (1508-1581) i de Margarida de Corno.
Nebot del cardenal Ippolito, quan aquest es convertí en Papa amb el nom de Climent VIII, el 1592, es va traslladar a Roma, on va ser nomenat governador del Borgo i castellà de Castel Sant'Angelo. Posteriorment, va assumir el càrrec de comandant de la guàrdia papal. Encara que era un home d'escassa formació va exercir una forta influència sobre el Papa i sobre el cardenal Pietro Aldobrandini. Va dirigir tres expedicions contra els otomans, i va portar a terme diverses missions diplomàtiques.
Va obtenir els comtats de Sarsina i Meldola i noves bonificacions en efectiu pel pontífex. El 1598 els seus ingressos van ascendir a 60.000 escuts l'any, i es va retirar dedicant-se exclusivament a administrar la seva fortuna, que encara ampliaria amb el suport del Papa. Però, el 1601 va participar encara en una nova expedició contra els turcs, en el transcurs de la qual va morir.

## Matrimoni i fills
Es va casar amb Olímpia Aldobrandini (1567-1637) princesa de Rossano Calabro, filla de Pere Aldobrandini (1525-1587) i de Flamínia Ferracci. El matrimoni va tenir set fills:
- Lucrècia, casada amb Marino Caracciolo, príncep d'Avellino.
- Silvestre, cardenal.
- Hipòlit, cardenal.
- Pere, duc de Parpineto, casat amb Carlotta Savelli.
- Margarida (1585-1646), casada amb Ranuccio Farnese (1569-1622).
- Helena (1587-1663), casada amb Antonio Carafa, Duc de Rocca Mondragone i de Traetto.
- Joan Jordi (1591-1637), príncep de Meldola i de Rossano, casat amb Hipòlita Ludovisi.